# 皮厄通鎮區 (伊利諾伊州威爾縣)
皮厄通鎮區（英語：Peotone Township）是位於美國伊利諾伊州威爾縣的一個行政鎮區。

## 地方資料
根據2010年美國人口普查的數據，皮厄通鎮區的面積為94.10平方千米，當中陸地面積為93.90平方千米，而水域面積為0.20平方千米。當地共有人口4407人，而人口密度為每平方千米46.83人。